# Vivienne Mort
«Vivienne Mort» (вимовляється як Вів'єн Морт) — український інді-рок-гурт із Києва, заснований Даніелою Заюшкіною у 2007 році. Вони випустили свій дебютний мініальбом Єсєнтукі LOVE у 2010 році. Перший повноційнний альбом гурту Театр Pipinó вийшов у 2013 році.

## Дієпис

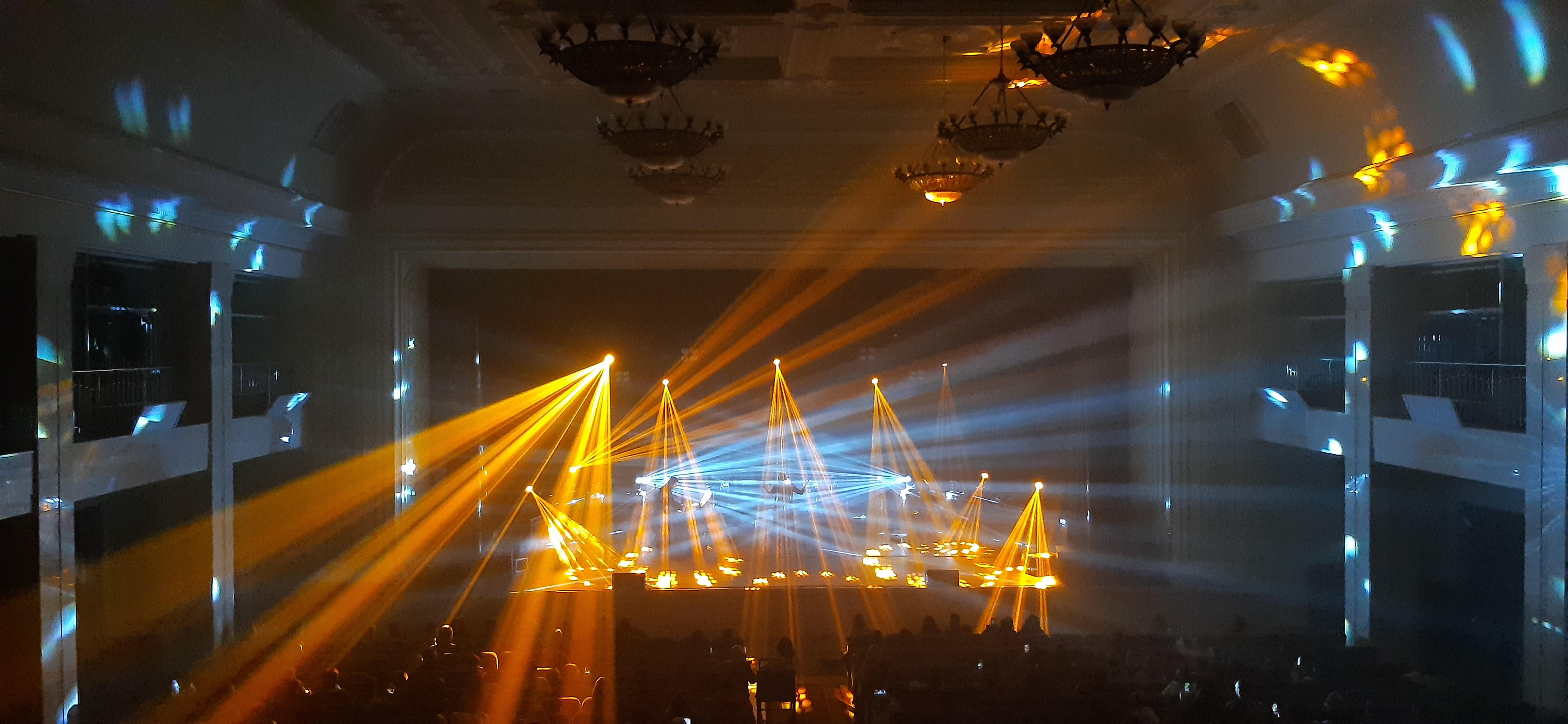
Гурт надає уваги світловому оформленню виступів. Концерт у Рівному, жовтень 2021

Перші спроби створення гурту були ще у 2007 році, саме тоді вокалістка і авторка пісень Даніела Заюшкіна створила перші композиції та збирала музикантів. За допомогою сесійних музикантів у 2008 році було записано дві пісні на студії звукозапису «Гніздо» — «Лети» і «День, коли святі…».

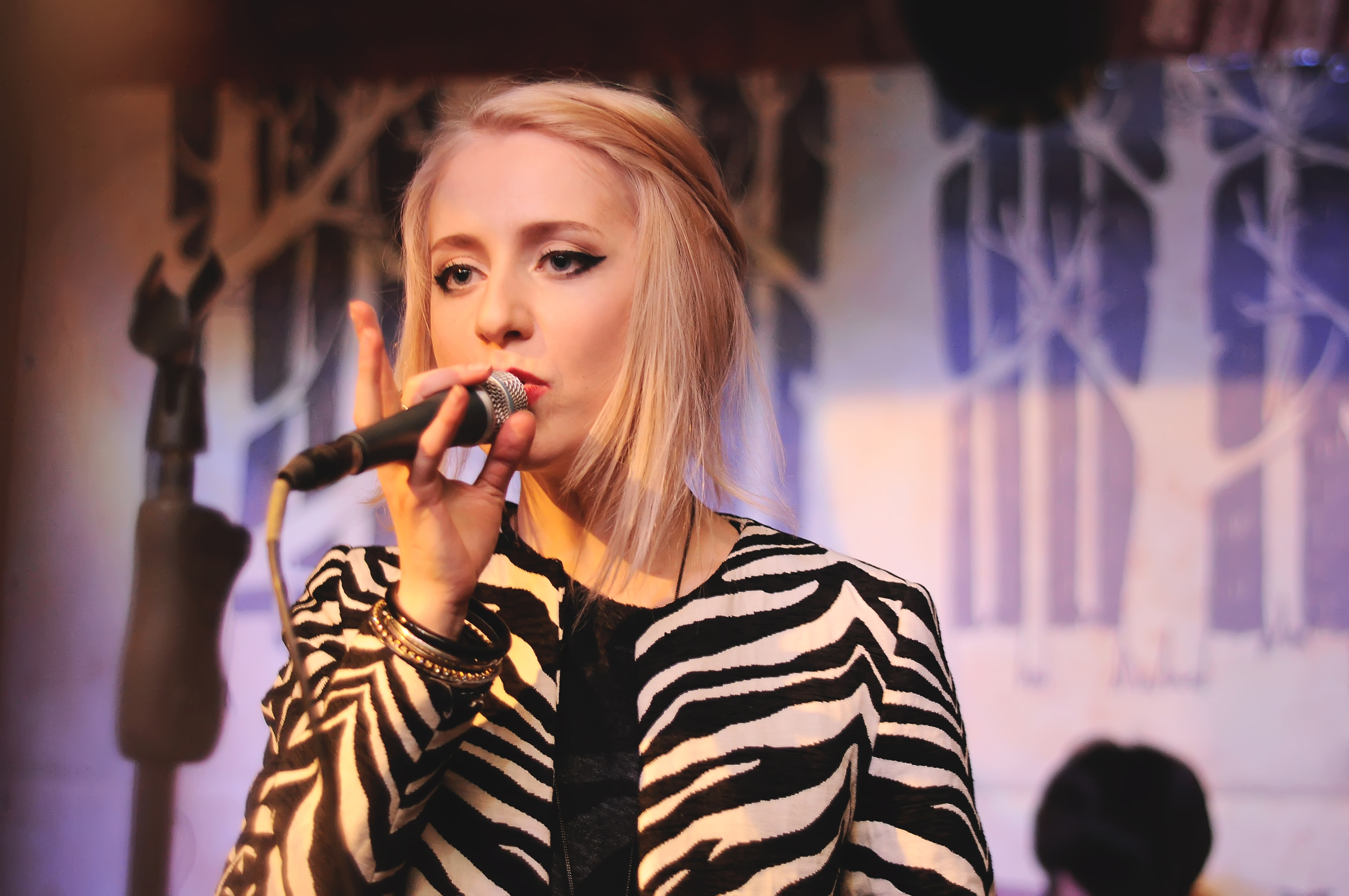

Увесь 2009 рік гурт проводить у пошуках музикантів, епізодично даючи концерти з тимчасовими учасниками. І, нарешті, у 2010 році записує свій дебютний мініальбом «Єсєнтукі LOVE», що здобуває звання найкращого мініальбому 2010 року за версією порталу ФаДієз (7000 опитаних).
У 2013 році на студії звукозапису «Revet Sound» гурт записує перший повноцінний альбом «Театр Pipinó» і вирушає у всеукраїнський тур на підтримку диска. Знято відеокліп на пісню «Сліди маленьких рук». Кліп потрапляє на телебачення та активно поширюється в мережі.
А вже у 2014 році виходить другий мініальбом гурту під назвою «Готика». Тур на підтримку альбому збирає повні зали. Концерти відбуваються у супроводі концептуального відеоряду. Прості та мирні маніфести, як-от «Будь близьким, не вдягай масок», «Все живе — хай живе» проходять крізь усю творчість гурту та знаходять своїх прихильників. З'являється концертне відео з програмою «Готика» та відеокліп на пісню «Риба».
2015 рік гурт розпочав з акустичного туру «Filin Tour», що стартував 13 лютого в Івано-Франківську. Цей тур є найдовшим у історії гурту. А вже 1 березня випускають третій мініальбом «Filin».
Невдовзі гурт презентує новий сингл — «Ти забув про мене». Разом із синглом з'являється відеокліп — чарівна лірична історія, наповнена метафорами та простими фундаментальними символами. Режисер — Олег Борщевський, відомий за співпрацею з «Бумбокс», «NikitA», Арсеном Мірзояном та іншими відомими вітчизняними виконавцями.
2016 року гурт випустив четвертий мініальбом «ROSA», який вийшов 15 березня. 2 квітня стартував тур із презентацією нового альбому, який почався в Польщі і закінчився концертом у Києві.
Також гурт випустив свій четвертий кліп на пісню «Пташечка» з нового альбому, який знімався у Індії, у Мумбаї, де Даніела Заюшкіна пробула з 1 по 15 березня.
Восени 2016 гурт вирушив у тур «Твоя Vivienne Mort». Було зіграно 13 концертів у містах України. Також у рамках туру відбулися виступи у трьох містах Польщі: Любліні, Вроцлаві та Варшаві.
16 листопада виходить кліп на пісню — «Пам'ятаєш», презентовану ще в 2014 році.
2017 рік. 16 січня, стало відомо, що гурт увійшов до півфіналу національного відбору на Євробачення 2017.
1 лютого, після доволі довгого затишшя, виходить новий студійний трек «Іній», записаний на студії Revet Sound. За обкладинку до офіційного треку відповідав Sasha Podolsky. Саме з цією піснею 18 лютого гурт виступив у третьому півфіналі українського національного відбору на Євробачення 2017 року.
Також цього року гурт дає виступи на багатьох фестивалях в Україні та за її межами. Даніела разом із компанією Pepsi Ukraine дає у співпраці з Morphom нове електронне звучання пісні «Зустріч». Це експеримент артистів.
19 лютого 2018 року виходить повноформатний альбом «Досвід», записаний на студії Revet Sound.
У жовтні 2019 в ЗМІ опублікували звістку, що гурт бере творчу відпустку і припиняє існування на невизначений строк.
17 січня 2020 р. гурт пройшов до фінального туру конкурсу на здобуття Шевченківської премії у номінації «Музичне мистецтво».

## Склад гурту
- Даніела Заюшкіна — лідерка гурту, авторка та композиторка, вокалістка, режисерка
- Гліб Проців — продюсер, аранжувальник, барабанщик
- Ілля Чемерис— аранжувальник, бас-гітарист

## Дискографія

### Студійні альбоми
- 2013: Театр Pipinó
- 2018: Досвід
- 2024: Фата

### Міні-альбоми
- 2010: Єсєнтукі LOVE
- 2014: Готика
- 2015: Filin
- 2016: Rósa

## Музичні відео
| Рік  | Кліп                             | Режисер          |
| ---- | -------------------------------- | ---------------- |
| 2013 | «Сліди маленьких рук» на YouTube | Danil Bardack    |
| 2014 | «Риба» на YouTube                | Haze             |
| 2015 | «Ти забув про мене» на YouTube   | Олег Борщевський |
| 2016 | «Пташечка» на YouTube            | Daria Gai        |
| 2017 | «Пам'ятаєш» на YouTube           | Danil Bardack    |
| 2018 | «Думаю про тебе» на YouTube      | Анна Московченко |

## Участь у фестивалях
- Форпост — 5 грудня 2009[8]
- Мазепа-Фест — 17—18 липня 2010[9]
- U.ROK — 24—27 червня 2011[10]
- Fort.Missia — 1—3 липня 2011[11][12]
- Respublica — 20—23 вересня 2012[13]
- Узвар  — 19—21 липня 2013[14]
- Respublica — 13—15 вересня 2013[15]
- Lviv acoustic fest — 19—20 жовтня 2013[16]
- ZaxidFest — 8—10 серпня 2014
- Respublica — 5—7 вересня 2014
- Lviv Acoustic Fest — 2014
- Razomfest — 2015
- Файне місто — 4 липня 2015
- ZaxidFest — 14—16 серпня 2015
- Флюгери Львова 2016 — 6 травня 2016[17]

- Імпульсфест 2016 — 29—31 липня 2016

Імпульсфест 2017 — 28 липня 2017
- 02.09.2017, Кам'янець-Подільський, Respublica FEST
- 19.08.2017, Родатичі, фестиваль ZAXIDFEST
- 13.08.2017, Моринці, Фестиваль Тараса Шевченка «Ше.Fest»
- 04.08.2017, Луцьк, Бандерштат
- 15.07.2017, Заліщики, Заліщики Фест
- 29.06.2017, Київ, Atlas Weekend
- 24.06.2017, Житомир, Світло серед дерев
- Євробачення 2017 (національний відбір)
- 03.08.2019, Луцьк, Бандерштат

## Громадянська позиція
У 2017 році підтримала гуманістичну ініціативу UAnimals та виступила проти експлуатації тварин в цирках.
|  | Я за цирк без тварин! Коли людина перевдягається у клоуна і розважає людей або ходить по канату — це її особистий вибір. У тварин вибору немає. Вони знаходяться там примусово і їм там погано. Суспільство, в якому вбивають і мучать звірів, чим порушують важливі етичні основи — високорозвиненим не назвеш. Нам час відмовитися від таких сумнівних розваг. |